# Papamosques blau
El papamosques blau (Cyanoptila cyanomelana) és una espècie d'ocell de la família dels muscicàpids (Muscicapidae) de l'est asiàtic. Nidifica al Japó, Corea, l'extrem nord-oriental de la Xina i el sud-est de l'Extrem Orient Rus. Passa els hiverns al sud-est asiàtic, especialment a Vietnam, Cambotja, Tailàndia i Sumatra. El seu estat de conservació es considera de risc mínim.